# Sunil Shetty
Pour les articles homonymes, voir Shetty.
Sunil Shetty (toulou : ಸುನಿಲ್ ಶೆಟ್ಟಿ), né le 11 août 1961 à Mulki, près de Mangalore dans le Karnataka, est un acteur et un producteur indien qui apparaît essentiellement dans des films de Bollywood. 

## Biographie

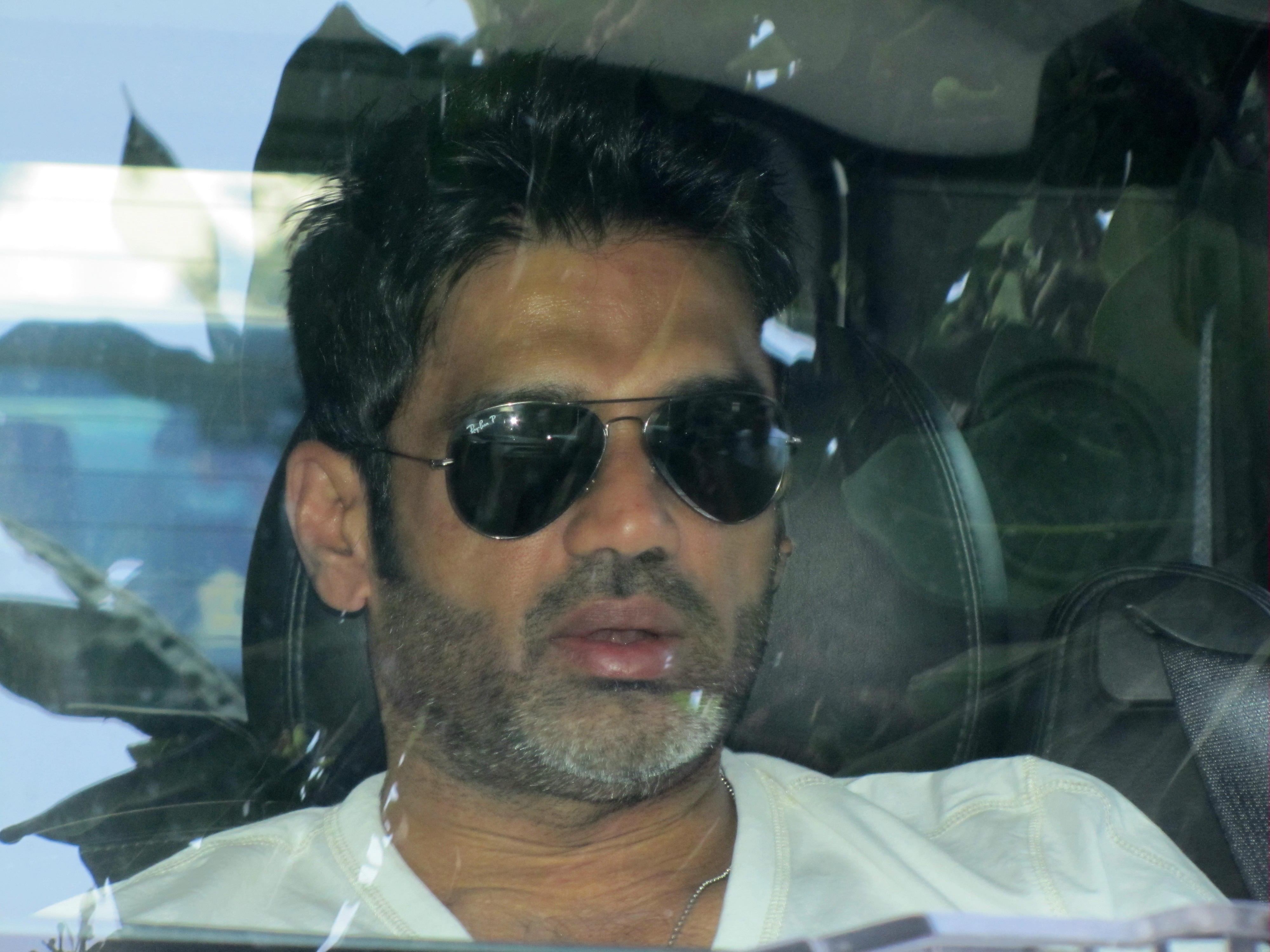
Sunil Shetty

Il a changé son nom de naissance en Suniel Shetty afin de connaître davantage de succès dans le milieu de Bollywood. Bien qu’il soit un brillant homme d’affaires, son attrait pour jouer dans des films de Bollywood lui fit suivre le chemin de Bollywood, plutôt que celui des films de Sandalwood représentatifs de sa région natale. En 1995-1996, il était l’un des acteurs les mieux rémunérés. 
Il est marié à Manna qui est musulmane et qui lui a donné deux enfants : Atiya Shetty et Aahan Shetty.
Sunil Shetty a tourné en 1992 son premier film, Balwaan, qui a connu un succès modéré. En 1993, il joue avec Akshay Kumar dans Waqt hamara hai qui remporte un plus grand succès. La même année, il tourne dans le film d’action Anth. C’est en 1994 qu’il signe son premier véritable succès avec le thriller Mohra. La même année, il est salué par la critique pour son interprétation dans le drame Dilwale ainsi que dans la comédie Gopi Kishan. 
Dans les années 1990-2000, il est essentiellement apparu dans des films d’actions tels que Border (1997), Refugee (2001), Qayamat: City Under Threat (2003) et LOC Kargil (2003). Il est également présent dans quelques comédies comme Hera Pheri (2000), Awara Paagal Deewana (2002) et Phir Hera Pheri (2006). 
Il remporte sa première récompense lors des Filmfare Awards pour le meilleur rôle de méchant dans le film Dhadkan en 2000.
En tant que producteur, il a créé une entreprise de production nommée Popcorn Motion Pictures Ltd, qui compte à son actif les films Khel (2003), Rakht: What If You Can See the Future et Bhagam Bhag (2006). 
En plus de ses apparitions dans les films de Bollywood, il a tourné pour la première fois dans un film en anglais Don't Stop Dreaming en 2007 et dans un film en tamoul 12B.

## Récompenses
Sunil Shetty a remporté les récompenses suivantes :
- Filmfare Award du meilleur rôle de méchant pour Dharkan.
- Filmfare Award des meilleures cascades pour Mohra.

Il a été nommé pour :
- Filmfare Award du meilleur second rôle dans Border.
- Filmfare Award du meilleur second rôle dans Refugee
- Filmfare Award du meilleur rôle de méchant dans Main hoon na.

## Filmographie
- Balwaan (1992) … Arjun Singh
- Pehchaan (1993) … Kunal Verma
- Anth (1993) … Vijay Saxena
- Waqt Hamara Hai (1993) … Sunil Choudhary/Shahenshah
- Gopi Kishan (1994) … Gopinath/Kishan (double rôle)
- Dilwale (1994) … Inspector Vikram
- Mohra (1994) … Vishal Agnihotri
- Hum Hain Bemisaal (1994) … Michael
- Suraksha (1995) … Raja
- Raghuveer (1995) … Raghuveer Verma
- Gaddaar (1995) … Sunil 'Sunny' Gujral
- Takkar (1995) … Ravi Malhotra
- Vishwasghaat (1996)
- Shastra (1996) … Vijay
- Rakshak (1996) … Raj Sinha
- Ek Tha Raja (1996) … Inspecteur Jay Singh/Jay Dogra
- Krishna (1996)
- Sapoot (1996) … Raj
- Judge Mujrim (1997) … Sunil/Dhaga (double rôle)
- Dhaal: The Battle of Law Against Law (1997) … Suraj
- Border (1997) … Capitaine Bhairav Singh (Raja)
- Bhai (1997) … Kundan
- Prithvi (1997) … Prithvi
- Qahar (1997) … Amar Kapoor
- Vinashak - Destroyer (1998) … Inspecteur Arjun Singh
- Aakrosh: Cyclone of Anger (1998) … Officier Dev Malhotra
- Humse Badhkar Kaun (1998) … Bhola/Suraj
- Sar Utha Ke Jiyo (1998) … Apparition exceptionnelle
- Kaala Samrajya (1999) …. Arjun
- Hu Tu Tu (1999) … Aditya
- Bade Dilwala (1999) … Ram
- Officer (2000) … Sagar Chauhan
- Krodh (2000)
- Hera Pheri (2000) … Ghanshyam (Shyam)
- Refugee (2000) … Mohammad Ashraf
- Jungle (2000) … Commandant Shivraj
- Dhadkan (2000) … Dev
- Aaghaaz (2000) … Govind Narang
- Ittefaq (2001) … Shiva
- 12B (2001) … Oncle de Jo
- Kuch Khatti Kuch Meethi (2001) … Sameer
- Kakkakuyil (2001) … Apparition exceptionnelle
- Pyaar Ishq Aur Mohabbat (2001) … Yash Sabharwal
- Yeh Teraa Ghar Yeh Meraa Ghar (2001) … Daya Shanker Pandey
- Ehsaas: The Feeling (2001) … Ravi Naik
- Awara Paagal Deewana (2002) … Yeda Anna
- Jaani Dushman : Ek Anokhi Kahani (2002) … Vijay
- Annarth (2002) … Jimmy/Jai
- Maseeha (2002) … Krishna \"Dushman\"
- Karz: The Burden of Truth (2002) … Raja
- Kaante (2002) … Marc Issak
- Ek Hindustani (2003) … Sunil Shrivastava
- Baaz: A Bird in Danger (2003) … Harshvardan
- Khanjar: The Knife (2003) … Raja
- Qayamat: City Under Threat (2003) … Akram Sheikh
- Khel (2003) … Dev Mallya
- LOC Kargil (2003) … Sepoy Sanjay Kumar
- Lakeer - Forbidden Lines (2004) … Sanju
- Rudraksh (2004) … Bhuria
- Main Hoon Na (2004) … Raghavan Datta
- Aan: Men at Work (2004) … Appa Kadam Naik
- Kyun...! Ho Gaya Na (2004) … Ishaan
- Ek Se Badhkar Ek (2004) … Rahul Bhargav
- Rakht: What If You Can See the Future (2004) … Mohit
- Hulchul (2004) … Veer
- Padmashree Laloo Prasad Yadav (2005) … Lalchand Dilachand (Laloo)
- Blackmail (en) (2005) … Abhay Rathod
- Tango Charlie (2005) … Lieutenant Shezad Khan
- Paheli (2005) … Sunderlal
- Dus (2005) … Dan (Danish)
- Amar Joshi Shahid Ho Gaya (2005) … Directeur
- Chocolate: Deep Dark Secrets (2005) … Rockeur
- Kyon Ki (2005) … Karan
- Deewane Huye Pagal (2005) … Sanju
- Home Delivery: Aapko... Ghar Tak (2005)
- Fight Club - Members Only (2006) … Anna
- Darna Zaroori Hai (2006) … Vishwas Talegaonkar
- Shaadi Se Pehle (2006) … Anna
- Chup Chup Ke (2006) … Mangal Singh Chauhan
- Phir Hera Pheri (2006) … Ghanshyam
- Aap Ki Khatir (2006) … Kunal
- Umrao Jaan (2006) … Faiz Ali
- Apna Sapna Money Money (2006)… Inspecteur Namdev Mane
- Don't Stop Dreaming (2007) … Dave
- Shootout at Lokhandwala (2007)… Inspecteur Kaviraj Patil
- Cash (2007) … Angad
- Three Gays, and a Baby (2007)
- Om Shanti Om (2007) … lui-même (Apparition exceptionnelle dans la scène dansée "Deewangi Deewangi")
- Welcome (2007) … lui-même
- One Two Three (2008) … Laxminarayan
- Mr Black Mr White (2008) … Gopi
- Mission Istanbul (2008) … Owais Hussain
- Mukhbiir (2008) … Rehman
- Paathshaala (2009) … Karan Oberoi
- Blue (2009)
- Mazhab: The Religion (2009) … (post-production)
- Tere Pyaar Ki Kasam (2009) … (annoncé)
- Hera Pheri 4 (2009) … Ghanshyam
- Helloo India (2009)
- Kurukshetra (2009) (Malayalam)
- A Gentleman (2017) … colonel Vijay Kumar Saxena